# Neohemsleya
Neohemsleya es un género con una especies de plantas  perteneciente a la familia de las sapotáceas.
Hay una sola especie, Neohemsleya usambarensis, endémica de Tanzania.